# Bihosawa (stacja kolejowa)
Bihosawa (biał. Бігосава; ros. Бигосово) – stacja kolejowa w miejscowości Bihosawa, w rejonie wierchniedźwińskim, w obwodzie witebskim, na Białorusi. Położona jest na linii Witebsk - Dyneburg.
Jest to jedyna białoruska stacja graniczna na granicy z Łotwą. Stacją graniczną po stronie łotewskiej jest Indra.

## Historia
Stacja została otwarta w XIX w. na drodze żelaznej dynebursko-witebskiej, pomiędzy stacjami Balbinowo i Dryssa. Początkowo nosiła nazwę Georginowo od pobliskich majątku i wsi. W okresie międzywojennym nosiła już obecną nazwę.
Po I wojnie światowej została sowiecką stacją graniczną na granicy z Łotwą. Po II wojnie światowej i aneksji Łotwy przez ZSRR, stacja utraciła nadgraniczny charakter, by ponownie stać się stacją graniczną po rozpadzie ZSRR.

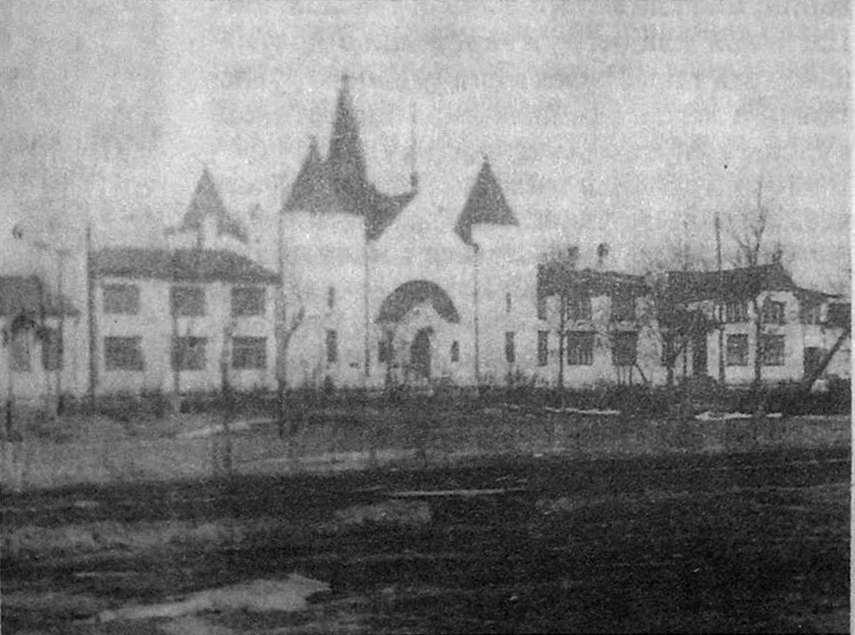
Stacja w okresie międzywojennym
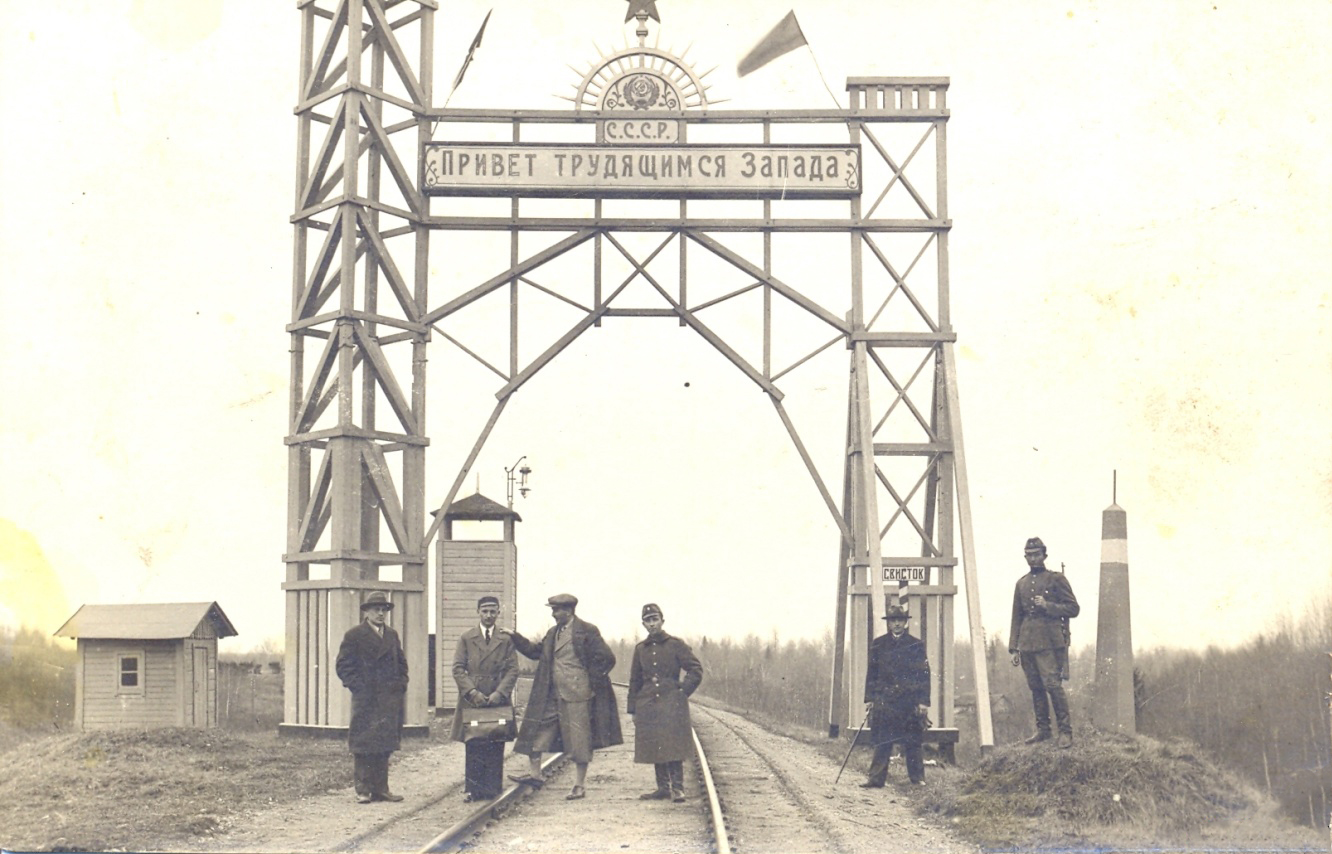
Granica łotewsko-sowiecka w latach 20. XX w.
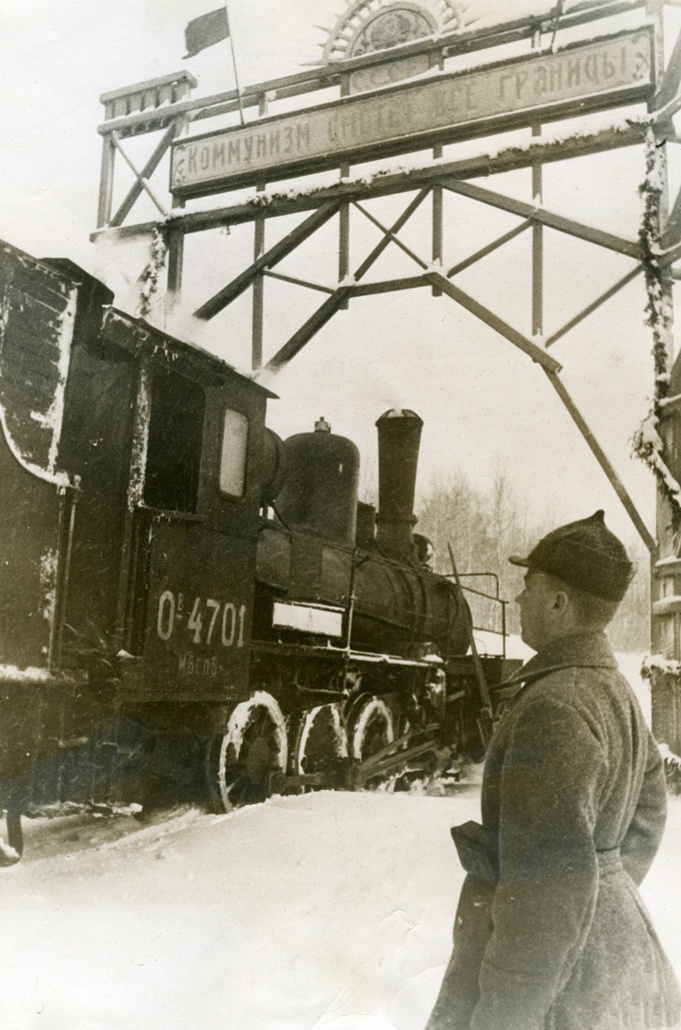
Granica łotewsko-sowiecka w 1936